# 1032 (szám)
Az 1032 (római számmal: MXXXII) az 1031 és 1033 között található természetes szám.

## A szám a matematikában
A tízes számrendszerbeli 1032-es a kettes számrendszerben 10000001000, a nyolcas számrendszerben 2010, a tizenhatos számrendszerben 408 alakban írható fel.
Az 1032 páros szám, összetett szám. Kanonikus alakja 23 · 31 · 431, normálalakban az 1,032 · 103 szorzattal írható fel. Tizenhat osztója van a természetes számok halmazán, ezek növekvő sorrendben: 1, 2, 3, 4, 6, 8, 12, 24, 43, 86, 129, 172, 258, 344, 516 és 1032.
Az 1032 két szám valódiosztó-összegeként áll elő, ezek a 480 és az 1031²

## Csillagászat
- 1032 Pafuri kisbolygó